# Hemberg-Museum Iserlohn

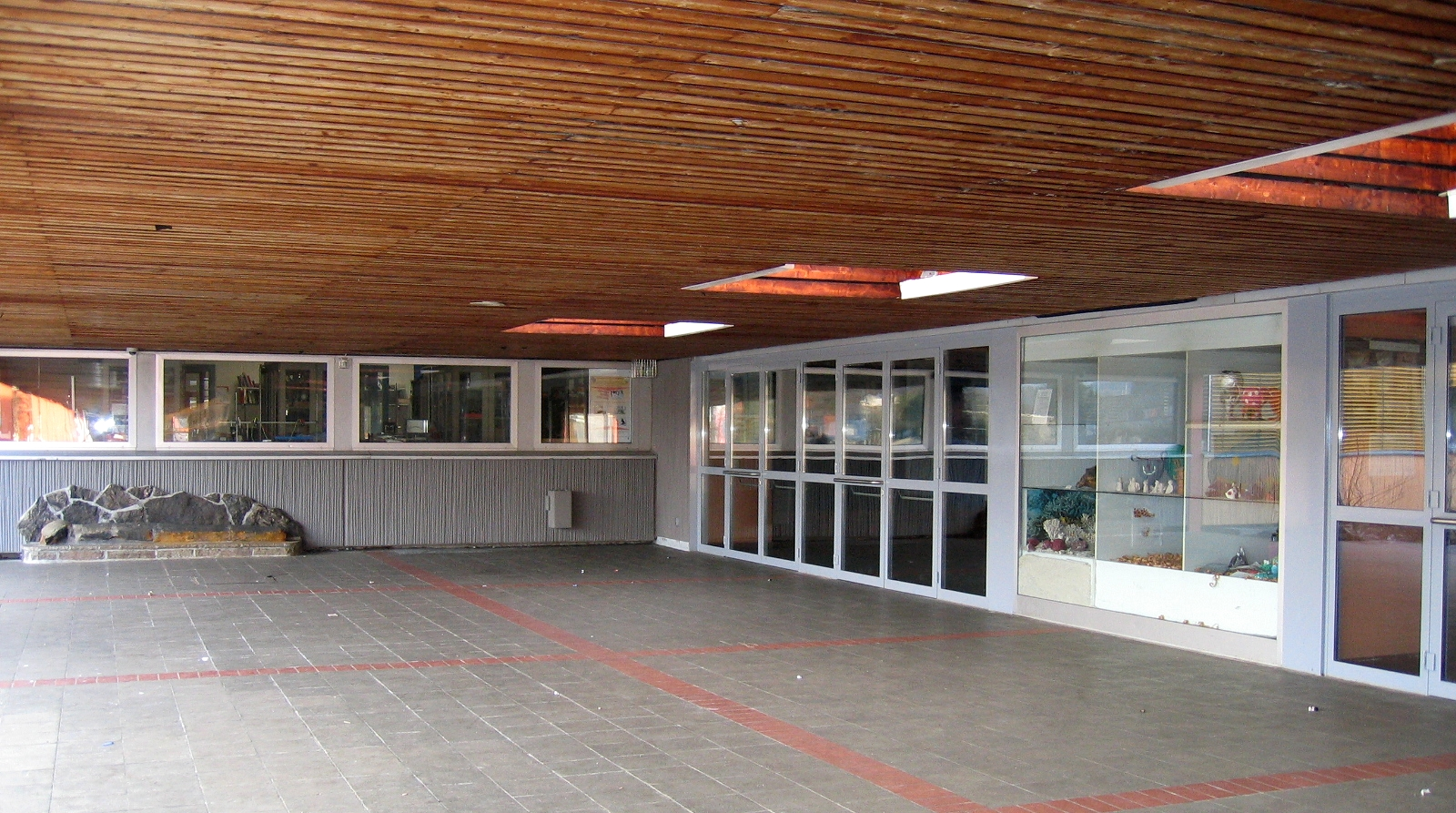
Eingangsbereich des Museums

Das Hemberg-Museum Iserlohn ist ein Museum für Naturkunde und Archäologie in Iserlohn. Als Projekt des Märkischen Gymnasiums ist es im Schulgebäude am Hemberg untergebracht.
Die Abteilung Archäologie ist die älteste Abteilung des Museums und befasst sich mit der kulturellen Evolution des Menschen. Hier ist unter anderem eine wertvolle Nachbildung der Himmelsscheibe von Nebra zu sehen. In der Abteilung Paläontologie sind die Exponate den geologischen Formationen entsprechend in zeitlicher Reihenfolge hintereinander in Vitrinen geordnet. Bei den Ausstellungsstücken handelt es sich überwiegend um Originale, die über Jahrzehnte hinweg gesammelt wurden.
Ursprung des Museums war eine von Wilhelm Bleicher 1993 vorwiegend mit Leihgaben ausgestattete archäologische Ausstellung.